# SJ X5 sorozat
Az SJ X5, SJ X8 és az SJ X15 sorozat három svéd 15 kV, 16,7 Hz AC áramrendszerű villamosmotorvonat-sorozat volt. Az SJ üzemeltette. 1947 és 1948 között gyártotta az ASEA.

## Változatok
- SJ X5 - hat háromrészes szerelvény,
- SJ X8 - három négyrészes szerelvény, a negyedik kocsi étkezőkocsi volt,
- SJ X15 - teszt nagysebességű szerelvény, az X5 módosított változata, új motorokkal, forgóvázzal és billentő mechanizmussal, svéd sebességrekord: 238 km/h sebességet ért el.